# The Best Smooth Jazz... Ever! Vol.4
The Best Smooth Jazz... Ever! Vol.4 – to piętnasta część cyklu The Best... Ever!. Jest to zarazem czwarta część cyklu składanek jazzowych. Została wydana 22 maja 2009.
Album w Polsce uzyskał status złotej płyty.

## Lista utworów

### CD 1
1. Dean Martin – „Dream a Little Dream of Me”
2. Chet Baker – „I Fall in Love Too Easily”
3. Danny Williams – „I’ve Got You Under My Skin”
4. Dinah Washington – „Lover Man”
5. Matt Monroe – „What a Wonderful World”
6. Quincy Jones – „Soul Bossa Nova”
7. Rosalia de Souza – „D’Improvviso”
8. Marc Jordan i Molly Johnson – „Let’s Waste Some Time”
9. Aaron Tesser and The New Jazz Affair – „My Love Is a Song”
10. Amos Lee – „Careless”
11. Lynda Lovett i Philip Calder – „Close to You”
12. Nicky Holland – „Ladykiller”
13. Peter White i Basia – „Just Another Day”
14. Pepe Jaramillo – „She”
15. Perry Como – „Catch a Falling Star”
16. Joe Whiting – „You Don’t Know Me”
17. Sinéad O’Connor – „Black Coffee”

### CD 2
1. Doris Day – „Sentimental Journey”
2. Emme St. James – „Make Love to Me”
3. Jonny Blu – „The Girl from Ipanema”
4. Coralie Clement – „L’ombre et la lumiere”
5. Steve Tyrell – „It Had to Be You”
6. Edvard Larusson feat. Gudrun Gunnars – „Love Me Tonight”
7. Lizz Wright – „Goodbye”
8. Cassandra Willson – „Lay Lady Lay”
9. Sabrina Starke – „Do for Love”
10. Traincha – „The Look of Love”
11. Norah Jones – „Sunrise”
12. Pete Belasco – „Without Within”
13. Gladys Knight and The Pips – „Midnight Train to Georgia”
14. Luther Vandross – „Never Too Much”
15. Molly Johnson – „I Must Have Left My Heart”

### CD 3
1. Joss Stone – „Bruised But Not Broken”
2. Aimee Allen – „What the Senses Know”
3. Lloyd Marcus – „I Left My Heart in San Francisco”
4. Jeanne Gies – „I Love Paris”
5. Jack Hoban i Wendy Reizer – „Moonlight on the Sand”
6. The Lou Donaldson Quartet – „The Things We Did Last Summer”
7. Corinne Bailey Rae – „Till It Happens to You”
8. June Christy – „Looking for a Boy”
9. Freddie Jackson – „I Could Use a Little Love”
10. Holly Cole – „Invitation to the Blues”
11. S-Tone – „Negro”
12. Ronnie Laws – „Love’s Victory”
13. Stacey Kent – „The Ice Hotel”
14. Ferid feat. Marcin Nowakowski – „Menduza”
15. Elisabeth Withers – „Simple Things”

### CD 4
1. Judy Garland – „I Can’t Give You Anything but Love”
2. Erma Franklin – „Piece of My Heart”
3. April Stevens – „Teach Me Tiger”
4. Candi Staton – „How Can I Put Out the Flame”
5. Shirley Bassey – „I Get a Kick Out of You”
6. Jeri Southern – „Isn’t This a Lovely Day?”
7. Mel Tormé – „Blue Moon”
8. Nina Simone – „Willow Weep For Me”
9. Horace Silver – „Song For My Father”
10. Irene and Her Latin Jazz Band – „Summer Samba (So Nice)”
11. Roy Ayers – „Everytime I See You”
12. Anna Maria Flechero – „And I Love Him”
13. Vanessa Williams – „Sister Moon”
14. Dionne Warwick – „Don’t Make Me Over”
15. Sammy Davis Jr. – „The Way You Look Tonight”